# Hamann Motorsport
Hamann Motorsport GmbH är ett tyskt bilföretag som specialtillverkar bland annat BMW-, Ferrari-, Lamborghini-, Mini-, Porsche-, samt Rolls Royce-modeller.

### Andraspecialtillverkare
Andra specialtillverkare av liknande bilmodeller:
- Alpina
- AC Schnitzer
- BMW M
- Hartge
- Koenig Specials
- Rinspeed
- RUF
- Techart
- Gemballa